# FCゴッサウ
フースバル・クラブ・ゴッサウ (Fussball Club Gossau) は、スイスの北東部、ザンクト・ガレン州の州都ザンクト・ガレン内、ゴッサウを本拠地とするサッカークラブチームである。2015-16シーズンは1. リーガ・クラシック (4部) に所属。

## タイトル

### 国内タイトル
- なし

### 国際タイトル
- なし

## 過去の成績
- 2007-2008

Swiss Challenge League 11位

## 歴代在籍選手
- マルコ・ツィージグ 1993-1996